# تلوتشنا
تلوتشنا (به چکی: Tlučná) یک منطقهٔ مسکونی در جمهوری چک است که در ناحیه پلزن-شمالی واقع شده‌است. تلوتشنا ۷٫۱۶ کیلومتر مربع مساحت و ۲٬۹۸۱ نفر جمعیت دارد و ۳۳۰ متر بالاتر از سطح دریا واقع شده‌است.